# 陳虹伯
陳虹伯為台灣男性音樂創作者，CROSS LINE爵士樂團的團長兼KEYBOARD手，現為紅棒製作音樂總監、紅棒製作專屬音樂品牌工作虫音樂製作人。

## 人物介紹
曾任職
- 許願樹股份有限公司擔任編曲、作曲、音效設計、錄音及混音的創作與執行者

- 冰鳥工作室擔任編曲、作曲、音效設計、錄音及混音的創作與執行者
- 絲竹空青年爵士樂團團員
- CROSS LINE爵士樂團團長兼KEYBOARD手
- 鄧廣福樂團KEYBOARD手

## 創作作品

### 專輯
- 張懸《神的遊戲》：鋼琴錄製／音效

〈玫瑰色的你〉〈艷火〉〈瘋狂的陽光〉〈藍天白雲〉〈雨者〉〈如何〉〈triste〉
- PEPE SHIMADA《貓樂》：編曲／混音

〈香檳〉〈音樂盒〉

### 電影配樂
- 《回到愛開始的地方》

與冰島工作室合作之作品

### 遊戲配樂
- 《MANDORA蔓陀蘿》：配唱製作／編曲／錄音／混音／音效
- 《勾玉忍者》：作曲／編曲／音效／後製
- 《Talking Cupuppy Lite》：編曲／音效／後製
- 《Talking Cupuppy Xmas》：編曲／音效／後製
- 《KissBamBam 飛吻碰碰》：編曲／錄音／音效／後製
- 《DEEMO》：錄音／編曲
- 《Jelly Smash》：音樂設計/音效設計
- 《幻魔三國志》：音樂設計/音效設計
- 《地城彈珠》：音樂設計/音效設計
- 《KANO天下嘉農》：音效
- 《DEEMO》(部份曲目)：編曲/作曲/錄音/混音
- 《梅露可物語》：主題曲1/主題曲2(啟程)
- 《英雄紀元》：製作人/編曲/作曲/音效

### 日本動畫之中文主題曲、片尾曲
- 《忍者亂太郎》：編曲／錄音／混音
  - 主題曲〈爆炸的夢想〉／片尾曲〈十萬分貝的愛〉
- 《星光少女：極光之夢》：編曲／錄音／混音
  - 完整原聲帶專輯製作
- 《星光少女：美夢成真》：編曲／錄音／混音
  - 片頭曲〈Dear My Future〜未來の自分へ〜〉、〈BRAND NEW WORLD!!〉／片尾曲〈my Transform〉、〈Cheki☆Love〉
- 《星光少女：彩虹舞台》：編曲／錄音／混音
  - 片頭曲〈BOY MEETS GIRL〉、〈EZ DO DANCE〉、〈CRAZY GONNA CRAZY〉／片尾曲〈RainBow×RainBow〉、〈§ Rainbow〉、〈I wannabee myself!! ～自分らしくいたい！～〉

### 商品介紹
- 順寶國際《新優植水潤美肌飲 優質讚美篇》：錄音／編曲／混音／母帶後期

## 後製作品

### 電視長片（國語配音之混音／母帶後期處理）
- 《雙面君王》
- 《晚孃上部：戀慾》
- 《晚孃下部：罪色》
- 《蠍子》
- 《推理要在晚餐後》
- 《阿信》
- 《殺人草莓夜》

### 日本動畫（國語配音之混音／母帶後期處理）
- 《星光少女：極光之夢》
- 《星光少女：美夢成真》
- 《星光少女：彩虹舞台》
- 《影子籃球員 第一季》
- 《影子籃球員 第二季》
- 《羅馬浴場動畫版》
- 《灣岸競速》

### 歐美動畫（國語配音之混音／母帶後期處理）
- 《奇雞冒險王》
- 《熱氣球飛行日記》
- 《頑皮小嘟嘟》
- 《聰明紙片豬》
- 《好東西製造工場》
- 《小驢阿力》
- 《探險任意門》
- 《豬小妹奧莉薇》
- 《太空先鋒隊》
- 《捉龍特攻隊》
- 《鼠鴨一家親》
- 《超異能e-pad》
- 《魔髮小道士》